# Karl Friedrich am Ende
Karl Friedrich am Ende (* 25. Juni 1756 in Harlingen; † 10. Februar 1810 in Wien) war ein kaiserlicher bzw. kaiserlich-österreichischer Feldmarschallleutnant.

## Herkunft
Karl Friedrich am Ende entstammte dem bremischen Zweig der Familie am Ende. Sein Vater Johann Dietrich (1714–1803) stand bei seiner Geburt als Offizier in niederländischen Diensten. Noch im gleichen Jahr wechselte er bei Beginn des Siebenjährigen Krieges in die preußische Armee. Die Mutter, Katharine Sophie (1715–1802), geb. Yelin, verwitwete Bakhaus, war Tochter eines Ansbacher Beamten und in erster Ehe Frau eines niederländischen Offiziers gewesen. Unter den sechs Kindern des Paares war Karl Friedrich der einzige der vier Söhne, der das Erwachsenenalter erreichte. Ihn überlebten zwei Schwestern:
- Johanne Frederike Juliane (1754–1822) ⚭ 1780 Johann Tobias Mayer († 1830), Professor für Mathematik in Göttingen,
- Christiane Regine ⚭ Georg Ernst Boller, preußischer Kammeramtsmann.

## Leben
Karl Friedrich trat 1773 als Cadet in ein österreichisches Infanterie-Regiment (Nr. 47, Franz Joseph Kinsky) ein. Als Fähnrich kämpfte er im Bayerischen Erbfolgekrieg 1778/79. 1783 wurde er als Unterleutnant in ein österreichisch-niederländisches Regiment (Nr. 9, Graf von Clerfayt) versetzt. 1784 wählte ihn Feldmarschallleutnant Clerfayt zum Adjutanten.
Das Regiment wurde 1788 im Türkenkrieg zunächst unter dem Oberbefehl Laudons, dann unter dem Prinzen Coburg eingesetzt. Zum Oberleutnant befördert, fiel Karl Friedrich dem Kaiser Joseph II. in der Schlacht bei Mehadia im Banat am 28. August 1789 durch besondere Leistungen als Adjutant Clerfayts auf und er beförderte ihn noch am Tag der Schlacht zum Hauptmann und verlieh ihm eine Kompanie.
Im Jahre 1791 ging das Regiment wieder in die Niederlande, wo Österreich kurz zuvor den Aufstand der Belgischen Patrioten niedergeworfen hatte. Im April 1792 begannen nach der Kriegserklärung Frankreichs in den Niederlanden die Kämpfe des Ersten Koalitionskrieges, in denen Karl Friedrich ununterbrochen im Einsatz war. Der Oberkommandierende Prinz Coburg erinnerte sich an am Ende und ernannte ihn am Jahresende 1792 zu seinem Flügeladjutanten. Im August 1793 wurde Karl Friedrich zum Major befördert und Bataillonskommandant im niederrheinischen Frei-Regiment Grün-Laudon.
Das Regiment wurde im März 1798 ins gerade erworbene Venetien nach Rovigo verlegt. Als man das Regiment im Juni 1798 in zwei selbständige Bataillone aufteilte, übernahm am Ende als Oberstleutnant das Kommando über eines davon. Im März 1799 brach der Zweite Koalitionskrieg aus, in dessen Verlauf am Ende an der Blockade und Eroberung von Genua vom 8. Mai bis 15. Juni 1800 teilnahm. Er zeichnete sich aus, wurde zum Kommandanten eines aus dem Regiment Grün-Laudon hervorgegangenen Regimentes ernannt, das die Nr. 3 behielt und nun am Ende hieß. Im September 1800 erhielt er auf Wunsch des Generalfeldzeugmeisters Franz Joseph Kinsky die Beförderung zum Oberst und das Kommando über dessen Regiment Kinsky, in dem am Endes Karriere begonnen hatte.
Der Friede von Lunéville führte zur Rückkehr des Regiments an seinen Standort Prag. Dort erhielt am Ende 1803 bei seinem 30-jährigen Dienstjubiläum die automatische Erhebung in den Freiherrenstand – die er allerdings nicht zur Kenntnis nahm.
Im kurzen Dritten Koalitionskrieg kam am Ende nur einmal im November 1805 und unter den Augen des Oberkommandierenden Erzherzogs Karl zum Einsatz. Bei dem Gefecht war am Ende derart erfolgreich, dass ihn Karl an Ort und Stelle zum Generalmajor ernannte. Während des Vierten Koalitionskrieges beobachtete er die böhmische Grenze von Saaz aus. Zehn Tage nach den preußischen Niederlagen  bei Jena und Auerstedt berichtete er am 24. Oktober 1806, dass „mehr als 10.000 preußische Deserteurs“ angekommen seien.
Im April 1809 stand Karl Friedrich am Ende an der Spitze eines Beobachtungskorps in Nordböhmen. Das Auftreten des Herzogs Friedrich Wilhelm von Braunschweig führte zu einer Ausweitung des Kriegsschauplatzes. Als am Ende am 9. Juni 1809 die Grenze zu Sachsen überschritt, wurde er mit einem patriotischen Appell an die Sachsen in ganz Deutschland bekannt. In seiner Proklamation forderte er sie dazu auf, „nicht länger für die Unterjochung und Unterdrückung des deutschen Vaterlandes“ zu kämpfen, und rief ihnen zu: „Benutzt diese Gelegenheit, um Euch als wahre Deutsche zu beweisen. Schließt Euch an die gerechte Sache meines Monarchen an, kämpft für Deutschlands Freiheit und Selbständigkeit!“. Zwar wurden seine Soldaten in Dresden und Leipzig freudig begrüßt, aber zu der gewünschten Volkserhebung kam es nicht. Zur Zeit des Znaimer Waffenstillstands Mitte Juli 1809 hatte am Ende Dresden und Teile Sachsens besetzt. Am Ende hatte seine Aufgabe gelöst, ohne dass es zu irgendwelchen Verwüstungen, Bränden, Ausschreitungen, Repressalien oder schweren Kämpfen gekommen war. Seine Truppen hatten sehr geringe Verluste erlitten. Nach der Räumung Sachsens Ende Juli bis zum Frieden von Schönbrunn im Oktober blieb er in Nordböhmen, wo er von Teplitz aus eine Kordonaufstellung entlang der sächsischen Grenze kommandierte.
In der Öffentlichkeit war das Urteil über am Endes schonende Kriegführung geteilt. Aber der Kaiser empfing ihn im Dezember und ernannte ihn zum Feldmarschallleutnant und Divisionskommandanten in Wien. Bei der Inspektion eines Typhus-Lazaretts im Februar 1810 infizierte er sich und starb wenige Tage später. Begraben wurde er auf dem Währinger Ortsfriedhof.